# Desa Nanggungan (administrativ by i Indonesien, lat -8,19, long 111,12)
Desa Nanggungan är en administrativ by i Indonesien.   Den ligger i provinsen Jawa Timur, i den västra delen av landet, 500 km öster om huvudstaden Jakarta.